# Bhucho Mandi
Bhucho Mandi è una città dell'India di 13.183 abitanti, situata nel distretto di Bathinda, nello stato federato del Punjab. In base al numero di abitanti la città rientra nella classe IV (da 10.000 a 19.999 persone).

## Geografia fisica
La città è situata a 30° 13' 24 N e 75° 06' 06 E.

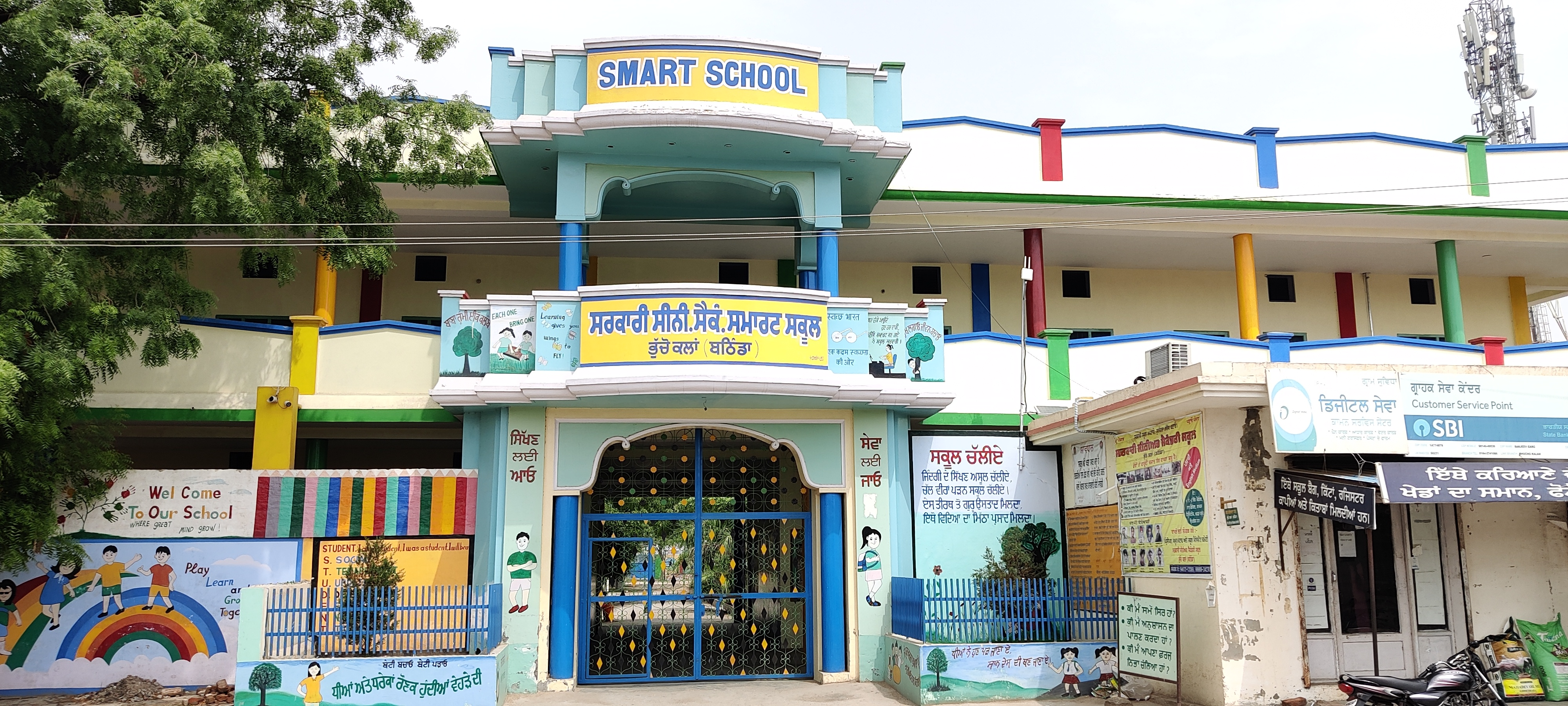
Entrance of Govt. Senior Secondary School Bhucho Kalan(Bathinda)

## Società

### Evoluzione demografica
Al censimento del 2001 la popolazione di Bhucho Mandi assommava a 13.183 persone, delle quali 6.999 maschi e 6.184 femmine. I bambini di età inferiore o uguale ai sei anni assommavano a 1.758, dei quali 991 maschi e 767 femmine. Infine, coloro che erano in grado di saper almeno leggere e scrivere erano 8.331, dei quali 4.852 maschi e 3.479 femmine.